# Gherla
Gherla (pronunciació en romanès: [ˈgerla]; en hongarès: Szamosújvár; en alemany: Neuschloss) és un municipi del comtat de Cluj, Romania (a la regió històrica de Transsilvània). Es troba a 45 quilòmetres de Cluj-Napoca al riu Someșul Mic i té una població de 20.203 habitants. La ciutat administra tres pobles: Băița (abans Chirău i Kérő en hongarès), Hășdate (Szamoshesdát) i Silivaș (Vizszilvás).
La ciutat era coneguda anteriorment com Armenopolis (armeni: Հայաքաղաք Hayakaghak; alemany: Armenierstadt; en hongarès: Örményváros) perquè estava poblada per armenis.

## Història
El 1937 es va trobar a Gherla una tauleta d'argila que contenia un cuneïforme fragmentari cuneïforme persa antic del rei aquemènida Darius I. Pot estar relacionat amb les activitats epigràfiques de Darius I en relació amb la seva campanya escita del 513 aC, tal com va informar Heròdot.
La localitat es va registrar per primera vegada el 1291 com un poble anomenat Gherlahida, (probablement derivat de la paraula eslava grle, que significa " gual "). El segon nom era armeni, Հայաքաղաք Hayakaghak, que significa "ciutat armènia"; va prendre el nom oficial llatí i grec medieval Armenopolis, així com el nom alternatiu alemany Armenierstadt. Posteriorment, el nom de Szamosújvár es va utilitzar en els registres oficials hongaresos, que significava "la nova ciutat de Someș ". Abans de 1918, Gherla formava part del Regne d'Hongria comitatus de Szolnok-Doboka. Va tornar a formar part d'Hongria entre 1940 i fins al final de la Segona Guerra Mundial.

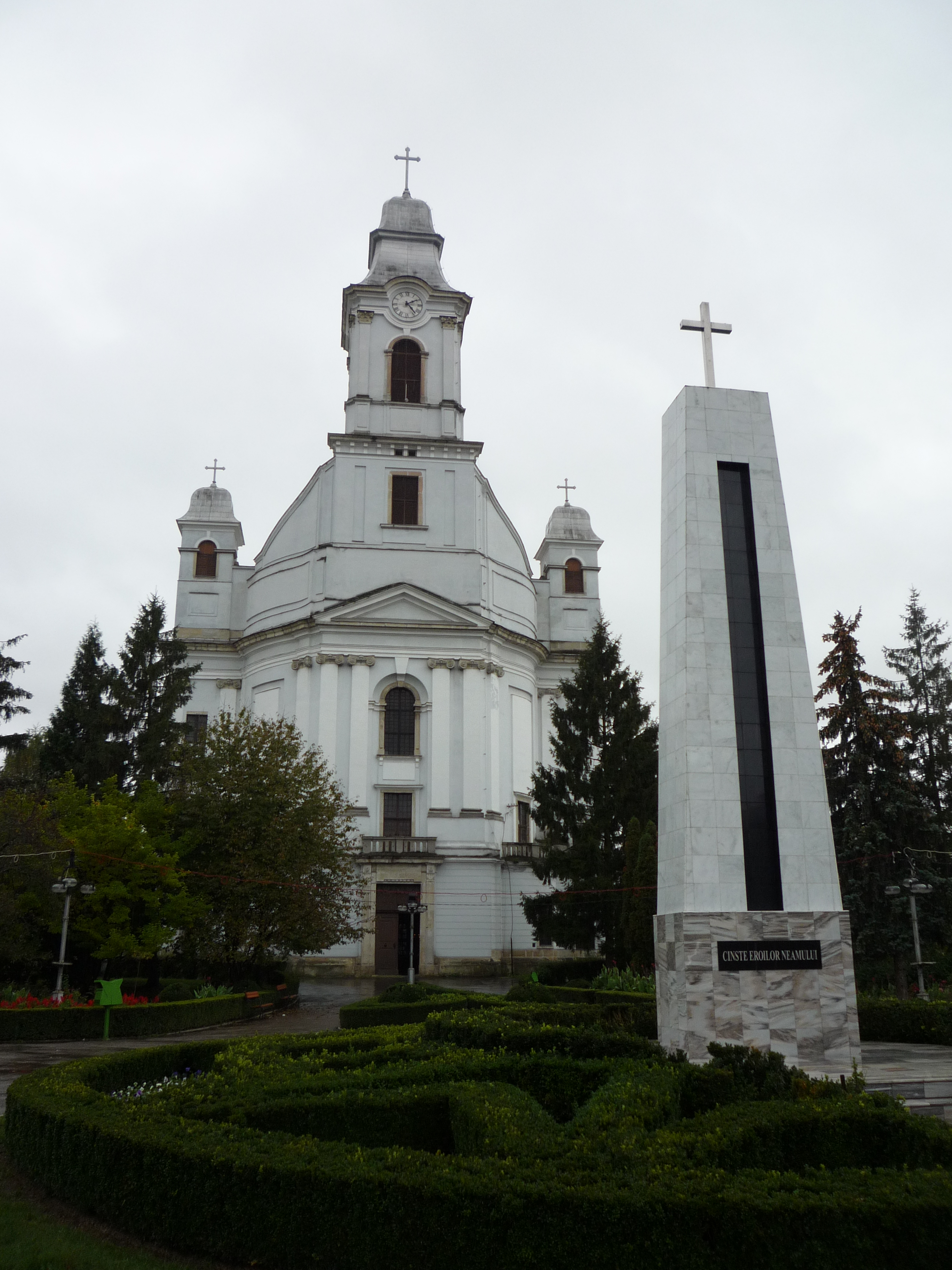
Catedral catòlica armènia

La ciutat moderna va ser construïda a principis del segle xviii per armenis, successors de la diàspora armenia cilícia, que originalment s'havien establert a Crimea i Moldàvia, i es van traslladar a Transsilvània un cop després del 1650. Després de dos anys de campanya del bisbe armenio-catòlic Oxendius Vărzărescu, es van convertir de l'església apostòlica armenia a l'església catòlica armènia.
Gherla és la seu de l'Ordinariat per als catòlics de ritu armeni a Romania, així com la d'un grecocatólica diòcesi – la diòcesi de Cluj-Gherla (sufragània a la grecocatólica arquebisbe d'Alba Iulia i Făgăraş-Blaj, que residia a Blaj). Al centre de la ciutat es troben el sant Gregori il·luminador i la catedral armènia de la Santíssima Trinitat. La principal església armenio-catòlica es va construir el 1792. La diòcesi greco-catòlica va ser creada per la Butlla Papal Ad Apostolicam Sedem el 26 de novembre de 1853 i el primer bisbe va ser Ioan Alexi.
Aquí es va construir una fortalesa dels Habsburg que es va convertir en presó el 1785. Durant el règim comunista, la presó es va utilitzar per a detinguts polítics (vegeu la presó de Gherla). Avui és una presó d'alta seguretat romanesa.
La ciutat és visitada sovint per pelegrins ortodoxos que es dirigien al poble proper de Nicula i al monestir de Nicula.
Gherla també tenia una important població jueva que va ser delmada durant l'Holocaust. Després de la guerra, la majoria de la població jueva restant va abandonar la ciutat. La sinagoga i el monument commemoratiu de l'Holocaust són visitats per turistes de molts països.

## Població
Segons el cens romanès de 2011, hi havia 20.982 persones vivint a la ciutat, de la següent manera:
- 15.952 (76,0%) romanesos
- 3.435 (16,4%) hongaresos
- 735 (3,5%) gitanos
- 61 (0,3%) més, inclosos 16 alemanys

## Fills il·lustres
- Tamás Aján
- Gergely Pongrátz
- Silviu Prigoană